# اندیس کوه میخ انبار ۱
کوه میخ انبار ۱ یک اندیس فلزی است که در حوالی شهر کردگان استان خراسان قرار دارد و مادهٔ معدنی موجود در آن، مس است.سنگ میزبان این اندیس آندزیت ، توف است  در این اندیس، پاراژنز‌های مالاکیت ،کوارتز، هماتیت یافت می‌شوند.